# 皮亚纳-德利阿尔巴内西
皮亚纳-德利阿尔巴内西（義大利語：Piana degli Albanesi），是意大利西西里大区巴勒莫广域市的一个市镇。总面积64平方公里，人口6002人，人口密度93.8人/平方公里（2009年）。ISTAT代码为082057。